# 林子前
林子前，原寫為林仔前，是臺灣嘉義縣大林鎮的一個傳統地域名稱，位於該鄉中部。相較於今日行政區，其範圍大致為三和里不含東南部凸出部分的西部及西北部凸出部分的西南端。

## 歷史
台灣日治初期，林子前地區為一街庄（舊制街庄），稱為「林仔前庄」，隸屬於打貓東下堡。該庄北與湖仔庄、溝背庄、內林庄為鄰，東邊及南邊東段與大埔美庄為鄰，南邊中、西段及西南邊為中林庄，西邊為潭底庄。
1901年（日治明治三十四年）11月11日，全台設置二十廳，該庄隸屬於嘉義廳。1904年（明治三十七年）2月15日，該庄編入「中林區」，隸屬於嘉義廳。1909年（明治四十二年）10月25日，全台整併二十廳為十二廳，該庄仍隸屬於嘉義廳。1910年（明治四十三年）1月18日，各區管轄區域調整，該庄改隸屬於嘉義廳的「大莆林區」。
1920年（大正九年）10月1日，全台廢十二廳改設五州二廳，該庄改制並雅化為「林子前」大字，隸屬於臺南州嘉義郡大林庄（新制街庄）。1943年10月1日，大林庄升格為大林街。
戰後大林街改制為大林鎮，隸屬於臺南縣，大字亦改制為里。1950年（民國39年）10月25日，雲、嘉、南分治，大林鎮改隸屬於嘉義縣。

## 聚落
本地區發展較早的聚落有林仔前、水碓、水尾、林仔頭等，在日治期初期的官方地圖上已有記載。

## 交通
縣道162號是溪口至梅山的道路，經過本地區水碓聚落。由該道路西行可前往大林鎮大林市區、溪口鄉，並止於縣道157號轉角路口；東行可前往梅山鄉梅山市區西北郊，並止於省道台3線路口。
鄉道嘉98線是水汴頭至大埔美的道路。
鄉道嘉101線是北勢至沙崙的道路。
鄉道嘉102線是大林至大埔美的道路。

## 學校
- 同濟高中
- 三和國小